# Хромат цинка
Хромат цинка (монохромат цинка, тетрооксихромат цинка)- неорганическая соль цинка и хромовой кислоты желтого цвета. Является сильным окислителем.

## Физические свойства
Это желтое кристаллическое вещество без запаха, тонет в воде. Не растворимое в холодной воде, частично растворимо в горячей воде, хорошо растворимо в жидком аммиаке.

## Получение
Для получения хромата цинка,  растворяют оксид цинка в концентрированном водном растворе хромового ангидрида, при нагревании. Осадок отделяют от основного раствора и растворяют его при нагревании в уксусной кислоте. Полученный раствор приливают к основному раствору и добавляют ацетат цинка, получается уксусный раствор монохромата цинка. Затем раствор упаривают. В простом виде уравнение реакции выглядит следующим образом:
ZnO+CrO3 → ZnCrO4
Или из дихромата цинка:
ZnCr2O7+2NaOH → Na2CrO4+ZnCrO4↓+H2O

## Химические свойства
Взаимодействует с концентрированной серной кислотой с образованием дихромата цинка:
2ZnCrO4 + H2SO4 → ZnCr2O7 + ZnSO4 + H2O
Реакция с разбавленной щелочью:
ZnCrO4 + 2NaOH → Na2CrO4 + Zn(OH)2↓
Реакция обмена:
ZnCrO4 + BaCl2 → ZnCl2 + BaCrO4↓
Разложение:
4ZnCrO4 → 4ZnO + 2Cr2O3 + 3O2↑

## Применение
- пигмент в красках и грунте ("желтый 36" или "цинковый желтый")[3]
- ингибитор коррозии[4]
- антисептик для древесины

## Токсичность
В данном соединение хром проявляет самую опасную степень окисления +6. Хром (VI) наиболее токсичная степень окисления из-за его способности легко проникать в клетки живого организма. Также он имеет более высокий окислительно-восстановительный потенциал. В первую очередь хромат цинка поражает легкие, вызывая одышку, бронхит, пневмонию и астму. Также воздействует на печень, почки, желудочно-кишечный тракт и иммунную систему. Вещество является канцерогеном, способствует развитию рака легких и рака придаточных пазух носа.